# Waldparkschule Heidelberg
Die Waldparkschule ist eine städtische Gemeinschaftsschule in Heidelberg-Boxberg, die nach der Waldparksiedlung am Boxberg benannt wurde. Sie wurde 1967 eingeweiht und ursprünglich als Grund- und Hauptschule geführt.
Die Schule wurde bei der Verleihung des Deutschen Schulpreises 2017 für ihre „herausragenden Unterrichtskonzepte“ ausgezeichnet.

## Beschreibung der Schule
Die Waldparkschule war bis zu ihrer Umwandlung in eine Gemeinschaftsschule im Jahr 2013 eine reine Stadtteilschule mit Grundschul- und Hauptschulangebot für die Heidelberger Stadtteile Boxberg und Emmertsgrund. Nach der Umwandlung kamen im Schuljahr 2017/18 in der Sekundarstufe etwa die Hälfte der Schüler aus anderen Stadtteilen Heidelbergs und den angrenzenden Gemeinden in die Waldparkschule. Zur Schule gingen 2017/18 rund 440 Schüler, wovon etwa 160 Schüler die Grundschule besuchten. Das Kollegium umfasst etwa 50 Lehrer. Der Unterricht erfolgt auf Gymnasial-, Realschul- und Hauptschulniveau.

## Geschichte
In den 1950er Jahren begannen Planungen für die Waldparksiedlung. Sie umfassten landwirtschaftlich genutzte Wiesenflächen einer früheren Rodung am Boxberg sowie Teile des sich anschließenden Waldes. Die Bauleitplanung der Stadt Heidelberg sah vor, Wohnungen für 6.000 Einwohner mit der notwendigen Infrastruktur zu schaffen und dabei das Landschaftsbild in seinen Grundzügen zu erhalten. Höhergeschossige Mehrfamilienwohnhäuser wurden in den Waldbereich und Einfamilienwohnhäuser auf die Wiesengrundstücke gebaut. 1962 wurden die ersten Wohnungen bezogen. Anfang 1963 wurde der Schulbetrieb in zwei Schulpavillons aufgenommen und im November 1967 die heutige Schule eingeweiht.
Die Waldparkschule wurde in den folgenden Jahren als Grund- und Hauptschule geführt. Ab Ende der 1990er Jahre war zudem ein Werkrealschulabschluss möglich. 1996 wurde die Turnhalle der Schule zur Mehrzweckhalle umgebaut. Zum Ausbau des Ganztagsschulangebotes wurde die Schule Mitte/Ende der 2000er Jahre im Rahmen des bundesweiten Investitionsprogramms Zukunft Bildung und Betreuung finanziell gefördert. Wegen sinkender Schülerzahlen im Hauptschulbereich sollte die Sekundarstufe nach dem Willen der Stadtverwaltung geschlossen werden. Der Stadtrat der Stadt Heidelberg sprach sich jedoch mehrheitlich 2009 und 2011 gegen eine Schließung der Schule aus und befürwortete stattdessen eine Umwandlung in eine Gemeinschaftsschule (GMS). Seit Sommer 2013 wird die Waldparkschule als eine von zwei Heidelberger Gemeinschaftsschulen geführt. Gegenüber 194 Schülern im Schuljahr 2011/12 besuchten im Schuljahr 2017/18 etwa 440 Kinder und Jugendliche die Waldparkschule.

## Architektur und Gebäude

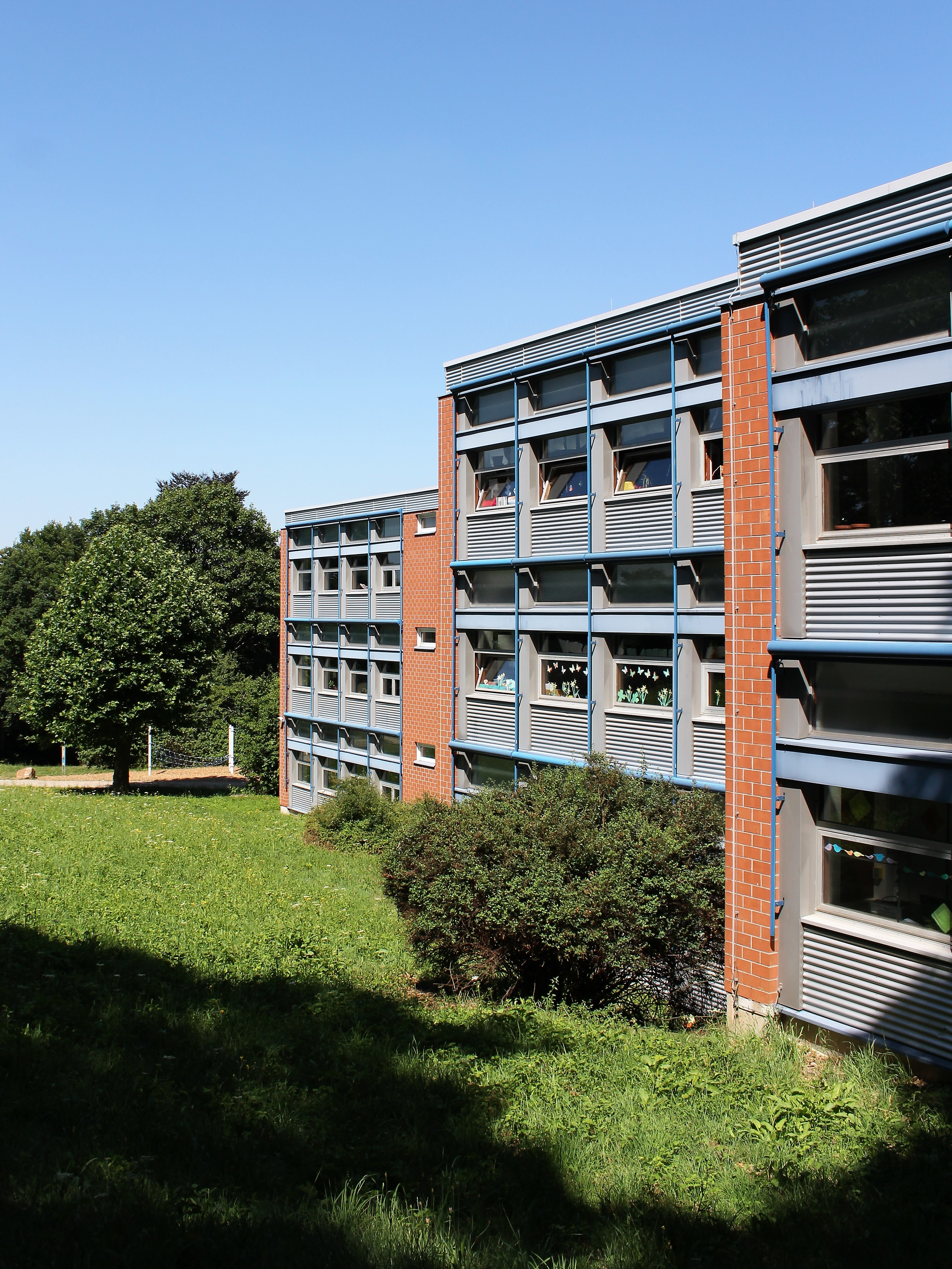
Außenansicht an der Südseite

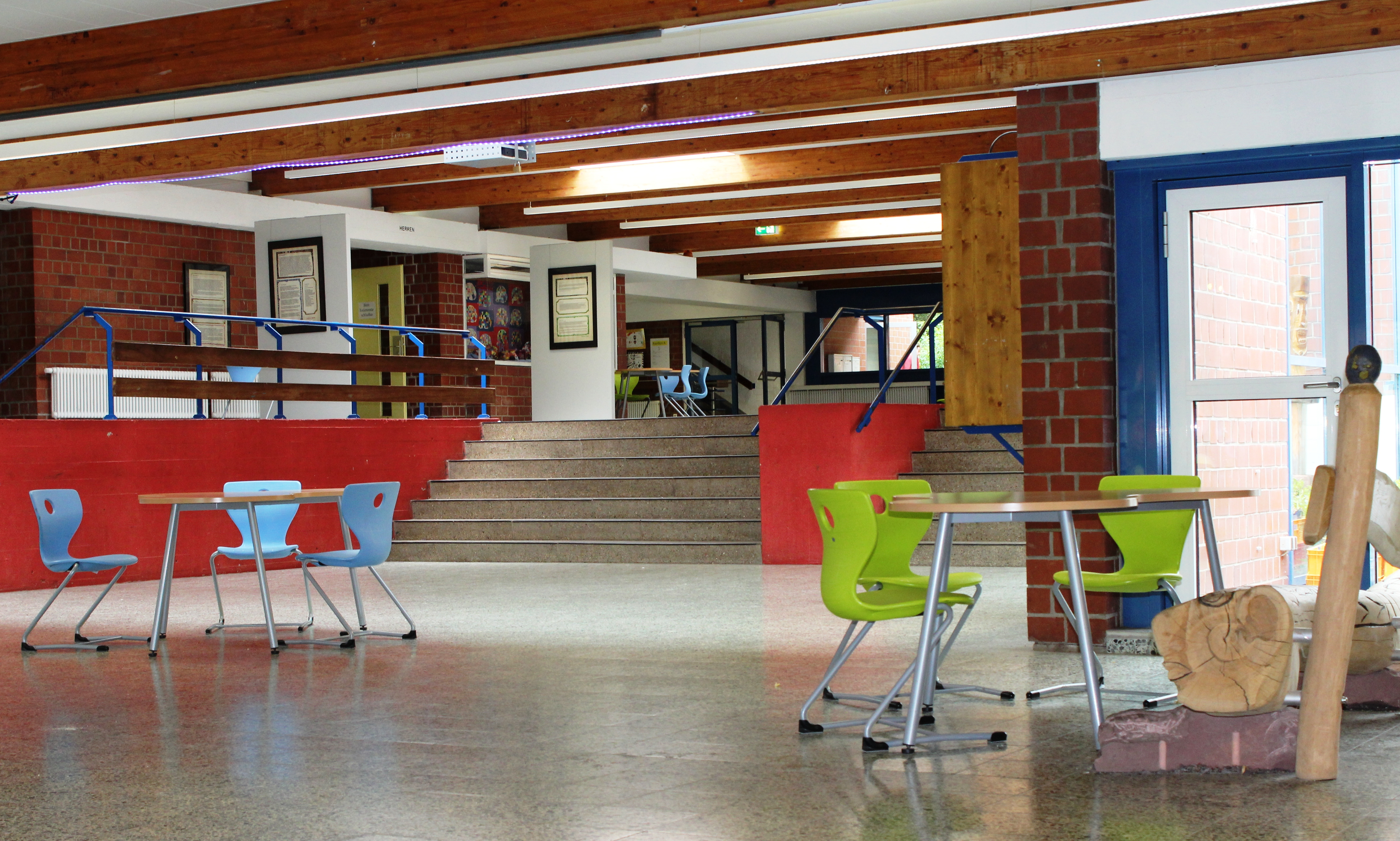
Blick in die Aula

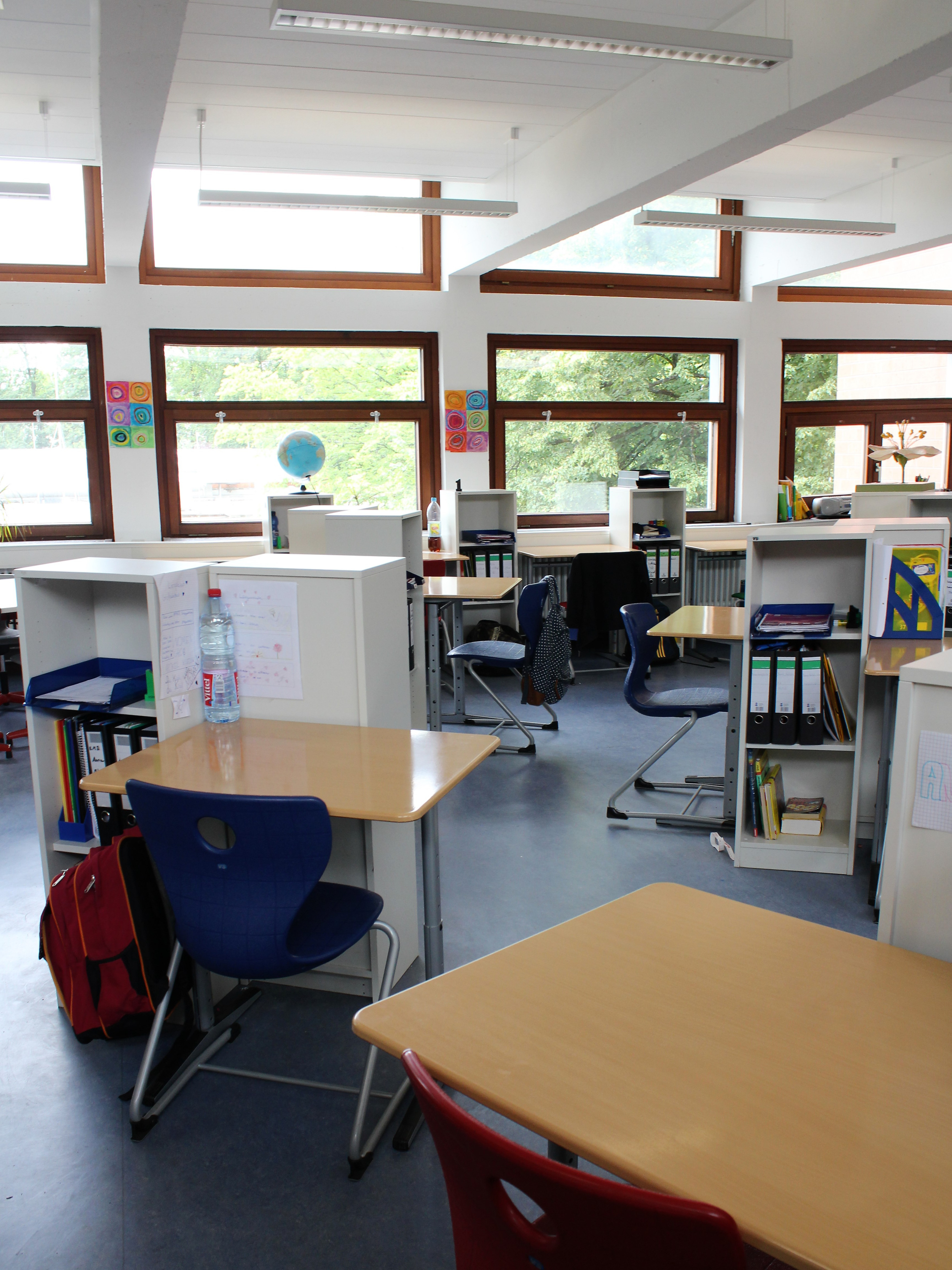
Blick in eines der als „Lernbüro“ ausgestatteten Klassenzimmer

Das am Waldrand am Boxberg gelegene Schulgrundstück hat teilweise Hanglage, die von den verschiedenen Gebäudetrakten der Schule aufgenommen wird. Die Architektur des Schulgebäudes entspricht dem Baustil der 1960er Jahre: Die Fassaden bestehen aus vertikal ausgerichteten Sichtmauerwerksflächen (aus großformatigen, roten Verblendziegeln) sowie aus durchgehenden Fenster- und Brüstungsflächen, die sowohl senkrecht (Sichtbetonstützen) als auch horizontal (Gesimsstreifen aus Sichtbeton, liegende und meist größere Fensterformate, waagerecht-gewellte Brüstungsverkleidungen aus Leichtmetallprofilen) strukturiert werden. Die einzelnen Gebäudetrakte, die teils gegeneinander versetzt ausgebildet sind, sind sämtlich mit Flachdächern abgeschlossen, wobei die obersten Fenstersturz- beziehungsweise umlaufenden Dachgesimsverkleidungen in Material und horizontaler Ausrichtung die Struktur der Brüstungsverkleidungen aufnehmen.
Die Klassenzimmer und Fachräume etc. haben oberhalb der unteren Fenster (zweigeteilt mit feststehendem Oberlicht, darunter meist als Kippfenster ausgebildet) noch – über einem Sichtbeton-Gesimsstreifen – jeweils ein zusätzliches Oberlichtfenster, vor denen innen die abgehängten Unterdecken in den Räumen zwischen den Sichtbeton-Deckentragbalken voutenartig abgeschrägt sind.
Die Gebäudetrakte sind zwei- bis viergeschossig (Klassenzimmer, Fachräume, Verwaltung) sowie eingeschossig (Aula). Das Hauptgebäude der Schule gliedert sich in fünf Einzeltrakte mit Klassenzimmern und dem Verwaltungsbereich, die um die Schulaula und einen Lichthof angeordnet sind. Neben einem gesonderten Gebäudetrakt mit Fachräumen verfügt die Schule über eine Sporthalle (Mehrzweckhalle), die vom Hauptgebäude und dem Fachraumtrakt her über eine überdachte Brücke witterungsgeschützt erreicht werden kann. Im Untergeschoss der Sporthalle befindet sich in den Räumlichkeiten des ehemaligen und stillgelegten Lehrschwimmbeckens das evangelische Jugendzentrum „Holzwurm“.
2017 wurde der Neubau einer Schulmensa beschlossen, die 2019 im nördlichen Geländeteil, neben der Sporthalle, errichtet wurde.

## Pädagogische Arbeit, Ausstattung und Angebote

### Schulstruktur, personalisiertes Lernen und Fächerangebot
An der Waldparkschule werden die Schüler auf Gymnasial-, Realschul- und Hauptschulniveau unterrichtet. Daher können alle drei Abschlüsse angestrebt und über den „Bildungsweg GMS“ erreicht werden. Der Übergang in eine Realschule oder ein allgemeinbildendes Gymnasium ist, abhängig von der Schülerleistung, jederzeit möglich. In verschiedenen Klassen gibt es inklusive pädagogische Ansätze und Strukturen (sogenannte Settings).
Alle Schüler werden auf ihrem individuellen Leistungsniveau unterrichtet. Ab Klassenstufe 6 wird an der Waldparkschule Französisch als zweite Fremdsprache angeboten. Ab Klasse 8 wird ein besonderer Schwerpunkt auf die Profilfächer „Naturwissenschaft und Technik“, „Spanisch“ oder „Bildende Kunst“ gelegt. Eine pädagogische und fachbezogene Besonderheit im Fach „Naturwissenschaft und Technik“ stellt der regelmäßige Einsatz von programmierbaren Lego-Mindstorms-Robotern im Unterricht dar.
Schon in der Primarstufe werden personalisierte Lernformen angewendet, wie durch den Einsatz von sogenannten Lernlandkarten.

### Unterrichtsstruktur
Der Unterricht beginnt 7:50 Uhr, für die Schüler herrscht jedoch normalerweise ein gleitender Unterrichtsbeginn bis 8:30 Uhr. Der Unterricht endet montags, dienstags und donnerstags jeweils um 16:00 Uhr, Mittwoch und Freitag wird nur bis zur Mittagszeit unterrichtet. Die Jahrgangsstufen 5 und 6 haben an zwei Nachmittagen jahrgangsübergreifende Wahlkurse.

### Lernzeit, Lerntagebuch, Coaching und Lernportfolio
Innerhalb der Gleitzeit finden die persönlichen wöchentlichen Coachinggespräche zwischen den Schülern und einer festgelegten Lehrkraft (Lerncoach) statt. Das schuleigene Lerntagebuch dient als Grundlage für die Coachingsituationen. Ein individuelles Fachcoaching erhalten die Schüler bei den Fachlehrern. Mindestens zweimal jährlich gibt es Bilanzierungsgespräche der Schüler mit Eltern und Lehrkräften. Ihre Erfolge dokumentieren die Schüler ab Klassenstufe 1 über ein Portfolio.
Die Schüler arbeiten in allen Fächern auf ihrem Leistungsniveau in ihrem individuellen Tempo. Tägliche Lernzeiten ersetzen die Hausaufgaben. An der Waldparkschule wird mit einem eigenen LRS-Förderkonzept für die Primar- und Sekundarstufe gearbeitet. Eine Wochenplanungsstunde beginnt die Schulwoche und eine „Showtime-Stunde“ beschließt die Schulwoche.

### Ausstattung und Lernbüros
An der Waldparkschule gibt es individuelle Arbeitsplätze für alle Schüler. Jedem zu Unterrichtenden steht ein eigenes Regal für sein Arbeitsmaterial zur Verfügung. Die Klassenzimmer werden so zu „Lernbüros“; Frontalunterricht findet eher selten statt. Die ganze Schule gilt als Lernraum. Es gibt zahlreiche Lerninseln außerhalb der Klassenzimmer.
Alle Klassenzimmer sind mit Beamer, Visualizer sowie zumindest einem Internetarbeitsplatz ausgestattet. Die Schule verfügt über 25 IPads zum flexiblen Einsatz in den unterschiedlichen Klassenstufen.

### Notenloses Bewertungssystem
Leistungsnachweise werden auf drei Niveaustufen geschrieben. Um in ein neues Thema zu wechseln, muss das bearbeitete Thema mindestens auf dem Hauptschulniveau abgeschlossen worden sein. Bis Klassenstufe neun gibt es keine klassischen Schulnoten. Die Leistungsrückmeldung erfolgt zum Beispiel über Lernbriefe.

### Förderung sozialer Kompetenz
An der Waldparkschule gibt es ein Streitschlichterprojekt zur Konfliktbewältigung. Die Kinder der Primarstufe nehmen am Präventionsprogramm „stark.stärker.WIR.“ teil. Ein Klassenrat ist in allen Klassen fest installiert. Den Schülern steht zu festgelegten Terminen eine psychologische Fachkraft als Gesprächspartner zur Verfügung.

### Schülerbibliothek und Schülerfirmen
Die Schülerbibliothek mit Entleihmöglichkeit wird von einer Schülergruppe, den „Lesescouts“, selbst verwaltet. Die Schülerfirma „Lesefuchs“ organisiert in Pausen einen Verkauf von Arbeitsmaterialien wie Stiften, Schulheften usw. Eine weitere Schülerfirma, die „Ragazzeria“, führt Cateringaufträge durch.

### Schulhunde
In den Schulalltag sind zwei ausgebildete Schulhunde mit integriert.

## Kooperationen
- Sarah Wiener Stiftung: Gesunde Ernährung in der Primarstufe.
- Lions Club Heidelberg Altstadt mit dem Projekt Klasse2000.
- Trommelunterricht in den Jahrgangsstufen 2, 5 und 6 durch eine Zusammenarbeit mit der Musikschule Heidelberg.
- LuCa Heidelberg e. V. (Genderfachstelle für Bildung und Gesundheitsförderung): Persönlichkeitsbildungsworkshops, Berufsorientierungsworkshops, sowie eine schuleigene Berufsbörse.
- Kineskop Filmschule in Heidelberg: IPad-basierte Trickfilm-Werkstatt.
- Rock Your Life: Mentoring-Programm durch ehrenamtliche Studierende für Schüler ab Klassenstufe 8.
- ABB-Heidelberg: Programme zur Berufsorientierung.
- Heidelberg Cement: Angebote zur Umweltpädagogik.
- Jugendzentrum Holzwurm: Lernbegleitender Unterricht, Arizona-Projekt, MINT-Fächer, Sport- und Kunstkooperationen.
- Die regionalen Handwerksbetriebe der Unternehmensgruppe Heinrich Schmid kooperieren im Rahmen eines Mint-Projektes in der Primarstufe.
- Die Waldparkschule ist die einzige Kooperationsschule des Heidelberger Kunstvereins; Workshops mit überregional bekannten Künstlern wie zum Beispiel Otmar Alt finden immer wieder statt.
- Alle Schüler besuchen pro Schuljahr mindestens eine Aufführung des Stadttheaters Heidelbergs.
- Die Waldparkschule ist Hospitationsschule der Deutschen Schulakademie.
- SAP: Förderung der MINT-Fächer, wie z. B. durch Lego Technic Baukästen und dazugehörige iPads.

## Auszeichnung
2017 wurde die Waldparkschule mit dem „Preis der Jury“ des Deutschen Schulpreises 2017 für den Unterricht mit einem notenlosen Bewertungssystem ausgezeichnet; die Preisverleihung erfolgte im Mai 2017 in Berlin durch Bundeskanzlerin Angela Merkel. Die Preisverleihung wurde von den Fernsehsendern Phoenix und Eins Plus live übertragen, in der Schule fand ein Public Viewing in der Aula statt. Die Schulpreisjury würdigte besonders den gleitenden Unterrichtsbeginn sowie die Feedback-Kultur der Waldparkschule, die jedem Schüler einen Lehrer als persönlichen Coach zur Seite stellt.
Der „Preis der Jury“ ist mit 25.000 Euro dotiert und wurde neben dem Hauptpreis noch an vier weitere Schulen vergeben. Die Waldparkschule gehörte damit 2017 zu den sechs besten Schulen in Deutschland. Zudem ist die Waldparkschule damit eine von vier baden-württembergischen Schulen, die seit 2006 mit diesem Preis ausgezeichnet wurden.

## Sonstiges
Das Artwork der Waldparkschule wurde von dem Künstler Mehrdad Zaeri geschaffen, der mit der Schule über verschiedene Zusammenarbeiten hin eng verbunden ist.

## Bekannte Angehörige
- Thomas Häcker, ehemaliger Lehrer und Konrektor
- Beate Weber, ehemalige Lehrerin